# Justo Pelayo de la Cuesta Núñez
Justo Pelayo de la Cuesta Núñez (Marín, 1 de novembre de 1823 – Madrid, 15 d'abril de 1889) va ser un advocat i polític espanyol, ministre d'Hisenda durant el regnat d'Alfons XII.

## Biografia
Després d'estudiar Dret a les universitats de Santiago i Madrid, va aconseguir el doctorat en 1846 iniciant la seva carrera política en obtenir una acta de diputat al Congrés dels Diputats per Pontevedra en les eleccions de 1853, escó que tornaria a obtenir en les eleccions celebrades entre 1863 i 1865. En 1872 va passar al Senat en resultar escollit per Àvila, i en 1881 fou nomenat senador vitalici.
En 1876 figurarà en la Junta Directiva de la recentment creada Institución Libre de Enseñanza ocupant-ne el càrrec de vicepresident. El 27 de maig de 1879 va ingressar com a acadèmic numerari de la Reial Acadèmia de Ciències Morals i Polítiques.
Va ser ministre d'Hisenda entre el 9 de gener i el 13 d'octubre de 1883 en un govern presidit per Práxedes Mateo Sagasta.